# Falcon Bryggerier
Falcon Bryggerier was een Zweedse brouwerij te Stockholm en is nu nog enkel een Zweeds biermerk.

## Geschiedenis
De brouwerij werd gesticht in 1896 door John L. Skantze in Falkenberg als Bryggeri AB Falken. Vanaf 1955 werd het bier onder de naam Falcon op de markt gebracht. Na een gestage groei kwam het bedrijf in problemen toen het Klasse IIB-bier (mellanøl) in 1977 uit de supermarkten werd gebannen en het bedrijf werd opgekocht door Pripps en samengevoegd met Sandwalls uit Borås. Pripps werd eigendom van de Zweedse Staat, samen met Unilever en in 1985 werd het bedrijf in tweeën gesplit. Enerzijds was er Falken, verantwoordelijk voor de bierproductie en Falcon, verantwoordelijk voor de marketing, distributie en verkoop. In 1994 werd de firma weer samengevoegd onder de naam Falcon. In 1989 fuseerde Falcon met brouwerij Till uit Östersund. In 1996 werd het bedrijf eigendom van de Deense Carlsberg-groep.

## Bieren
- Falcon
- Gold Øl (wordt niet meer gebrouwen)
- Sandwalls (wordt niet meer gebrouwen)
- Falkenberger (wordt niet meer gebrouwen)[1]